# Stubel
Stubel (bulgariska: Стубел) är ett distrikt i Bulgarien.   Det ligger i kommunen Obsjtina Montana och regionen Montana, i den nordvästra delen av landet, 80 km norr om huvudstaden Sofia.
Trakten runt Stubel består till största delen av jordbruksmark. Runt Stubel är det ganska glesbefolkat, med 35 invånare per kvadratkilometer.